# 경중명
경중명(耿仲明, 1604-1649)은 명(明)말기와 청(淸) 초기에 활동했던 장군이다. 요동(遼東) 개주(蓋州, 현재의 랴오닝성 잉커우시 가이저우시) 사람으로 자는 운대(雲臺)이다. 등주참장(登州參將)을 역임했으며 청초(淸初) 삼번(三藩) 가운데 한 사람이기도 하다.

## 생애
원적은 산동(山東, 명대 산동은 오늘날 산동성과 요녕성을 포함)이며 광산 노동자 출신이다. 요동(遼東)에서 해적으로 활동하다가 나중에 모문룡(毛文龍)을 섬기게 된다. 처음에는 공유덕(孔有德), 상가희(尙可喜)와 함께 모문룡의 부하로 활동했는데, 이들 세 사람 모두 '산동의 세 광부'라는 뜻의 '산동삼광도(山東三鑛徒)'로 불렸다.
모문룡이 원숭환(袁崇煥)에게 살해당한 이후에는 공유덕을 따라 등주(登州)로 이주하다가 산동 순무로 근무하던 손원화(孫元化)를 섬기면서 보병 좌영 참장으로 임명되었다. 경중명은 공유덕과 함께 후금(後金) 토벌에 종군했지만 봉급에 불만을 가지고 있었다. 숭정(崇禎) 5년(1632) 공유덕이 경중명과 내통하면서 등주를 함락시키고 총병관을 자칭했다. 손원화는 북경(北京)으로 도주했지만 사형당했다.
명은 4만 명에 달하는 군대를 파견하여 산동의 요충지를 포위 공격했고 등주(登州), 내주(萊州)에 육박했다. 경중명은 1633년(숭정 6년)에 공유덕과 함께 후금의 홍타이지(皇太極, Hong Taiji)에게 투항했다. 1636년에는 한군(漢軍) 정황기(正黃旗)에 예속되어 회순왕(懷順王)에 봉해졌다. 순치(順治) 원년(1644년)에는 도도(多鐸)가 이끌던 청군을 따라 반란을 진압하고 강남(江南)을 거쳐 호남(湖南) 일대에 입성했다.
순치 5년(1648)에는 도르곤(多爾袞)이 공유덕, 경중명, 상가희와 함께 요동에 입성했다. 순치 6년(1649) 정남왕(靖南王)에 봉해지면서 경중명은 오삼계(吳三桂), 상가희와 함께 삼번(三藩)으로 불렸다. 하지만 죄를 지어 도피 생활을 하고 있던 위국현(魏國賢)을 숨긴 사실이 드러나자 11월 27일에 광주(廣州) 원정에 나서던 도중에 강서(江西) 길안(吉安, 현재의 장시성 지안시)으로 도망쳤고 법의 심판을 두려워하여 목을 매고 자살했다.

## 같이 보기
- 경계무
- 경정충
- 공유덕
- 모문룡
- 상가희
- 상지신